# Ornithogalum joschtiae
Ornithogalum joschtiae là một loài thực vật có hoa trong họ Măng tây. Loài này được Speta mô tả khoa học đầu tiên năm 1989.